# Estádio Municipal Candor Ferreira
Estádio 19 de Outubro – stadion piłkarski, w Jaraguarí, Mato Grosso do Sul, Brazylia.